# 得寶

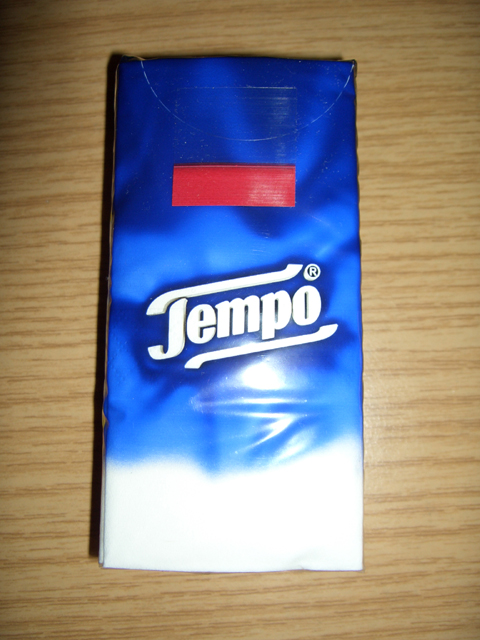
Tempo的藍白包裝

得寶（英語：Tempo）是德國的紙巾品牌，始於1929年，標榜紙巾柔韌。1960年代，進入香港市場，當年香港是得寶在亞洲的唯一據點。1990年代期間，得寶進入中國大陸市場。1997年，寶潔公司向持有得寶的德國公司收購得寶品牌。2002年，因品牌形象定位過高，不符合當時中國人民的需要，而且投入資源不足，銷售情況欠佳，所以退出中國大陸市場。2007年3月，以6.72億歐元將得寶品牌轉售予瑞典的愛生雅。2009年得寶再次進入中國大陸市場。2014年7月18日得寶被維達國際收購獲得中港澳品牌永績及獨家使用權。

## 爭議

### 撤回無綫電視廣告
在2019年7月10日，Tempo Hong Kong的Facebook專頁上有網民指因Tempo在無綫電視投放廣告而要罷買。同日，Tempo於Facebook專頁回覆，表示在該媒體投放的廣告已經結束，並會重新檢視宣傳策略。7月13日，Tempo Hong Kong在Facebook專頁上發帖，表示電視廣告投放已經於同年6月13日結束，而並不是臨時決策，並指“重新檢視宣傳策略”為公司常規的投放後所推進的評估流程。以及聲明堅決擁護“一國兩制”的方針。

## 外部連結
- 官方网站
- 维基共享资源上的相關多媒體資源：得寶